# Légation de l'Ombrie
22 novembre 1850 – 4 novembre 1860
Entités précédentes :
- Délégation de Pérouse
Délégation de Rieti
Délégation de Spolète

Entités suivantes :
- Province de Pérouse

La légation de l'Ombrie,,  fut  une subdivision administrative des États instituée par Pie IX le 22 novembre 1850. Elle a pour frontière au nord-est la légation des Marches, à nord-ouest le grand-duché de Toscane, au sud-est le royaume des Deux-Siciles et au sud-ouest la circonscription de Rome.
En 1859, la légation comptait 443 155 habitants. Le territoire est divisé en trois délégations : Pérouse, Spolète, Rieti, à leur tour réparties en 24 gouvernements : onze à Pérouse, neuf à Spolète et un à Rieti.

## Source de la traduction
- (it) Cet article est partiellement ou en totalité issu de l’article de Wikipédia en italien intitulé « Legazione dell'Umbria » (voir la liste des auteurs).